# Bıyıkboğazı, Kuluncak
Bıyıkboğazı là một xã thuộc huyện Kuluncak, tỉnh Malatya, Thổ Nhĩ Kỳ. Dân số thời điểm năm 2011 là 159 người.